# USS Melvin (DD-335)
Za druga plovila z istim imenom glejte USS Melvin.
USS Melvin (DD-335) je bil rušilec razreda Clemson v sestavi Vojne mornarice Združenih držav Amerike.
Rušilec je bil poimenovan po pomorskem častniku Johnu T. Melvinu.

## Zgodovina
V skladu s Londonskim sporazumom o pomorski razorožitvi je bil rušilec 8. maja 1930 izvzet iz aktivne službe in bil nato še istega leta razrezan ter prodan kot staro železo.